# Joe Adonis

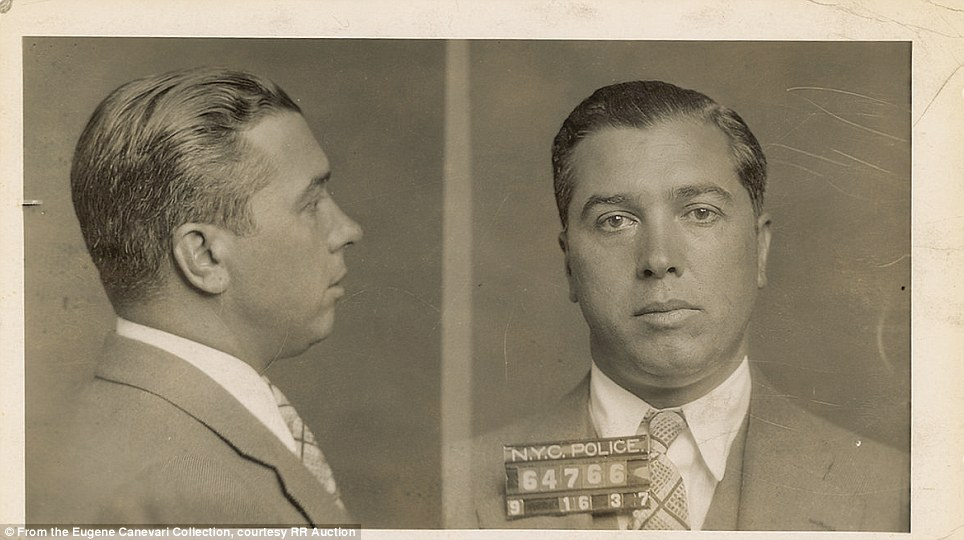
Joe Adonis (Polizeifoto, 1937)

Joe Adonis alias Giuseppe Antonio Doto (* 22. November 1902 in Montemarano (AV), Italien; † 26. November 1971 in Ancona) war ein berüchtigter Anführer der Mafia von New York City und ein langjähriger Weggefährte Lucky Lucianos.

## Leben

### Kriminelle Karriere
Der unter dem Namen Giuseppe Antonio Doto in dem kleinen kampanischen Ort Montemarano geborene Adonis wanderte 1915 als blinder Passagier auf einem Schiff in die Vereinigten Staaten ein. Nachdem er sich in New York niedergelassen hatte, schlug er sich zunächst als Taschendieb auf den Straßen Brooklyns durch. Dort lernte er Lucky Luciano kennen, der ebenso wie Adonis von dem Ehrgeiz getrieben war, möglichst viel Geld mit kriminellen Machenschaften zu erwirtschaften. Die beiden freundeten sich an, wobei Adonis eine besondere Ehrerbietung gegenüber Luciano entwickelte. Bald verdienten sie Geld mit illegalem Glücksspiel und durch die Förderung der Prostitution.
Irgendwann in den frühen 1920er Jahren legte Adonis den Namen Doto ab. Es wird angenommen, dass er den Namen Adonis wählte, weil er äußerst eitel war und sich selbst für einen besonders stattlichen Mann und südländischen Liebhaber hielt. Tatsächlich war er zu dieser Zeit ständig auf der Suche nach neuen weiblichen Eroberungen und wurde schließlich wegen Vergewaltigung verurteilt.
Zu dieser Zeit trat Adonis als Schläger in die Dienste Frankie Yales, der das organisierte Verbrechen in Brooklyn kontrollierte. Bei dieser Arbeit machte er kurz die Bekanntschaft des gleichfalls für Yale arbeitenden späteren Chicagoer Unterweltbosses Al Capone.
Luciano hatte sich zwischenzeitlich Joe Masseria, dem damaligen Oberhaupt der Mafia von New York, angeschlossen. Sowohl Adonis als auch Luciano stiegen in den Reihen ihrer Gangs auf. Ab etwa 1930 arbeitete dann auch Adonis für Masseria. Adonis eigentliche Loyalität galt indes immer noch Luciano. Beide arbeiteten seit der Alkoholprohibition mit Kosher Nostras im sogenannten Broadway Mob zusammen.
Die Zusammenarbeit der „Young Turks“ mit Nichtitalienern wurde von Mustache Petes wie Joe Masseria nicht gerne gesehen, da derartiges als Risiko betrachtet wurde. 1929 überlebte Luciano nur knapp einen Mordanschlag und sein Jugendfreund Meyer Lansky verriet ihm die Urheberschaft durch Joe Masseria.

### Mafiakrieg
Als Luciano im Krieg von Castellammare deshalb auf die Seite von Salvatore Maranzano wechselte, soll Adonis laut Luciano einer der vier Mörder gewesen sein, die Joe Masseria am 15. April 1931 in einem italienischen Restaurant in Coney Island erschossen, während Luciano im Waschraum war. Diese Version kann jedoch mittlerweile als widerlegt gelten.
Nachdem Luciano nun Salvatore Maranzano hatte ermorden lassen, wurde er selbst der mächtigste Mann innerhalb des organisierten Verbrechens von New York.

### Nach dem Mafiakrieg
Als solcher gründete er das so genannte National Crime Syndicate, in dem die bedeutendsten Mafiagruppen des Landes vertreten waren. Deren Anführer bildeten die Kommission, die über Streitigkeiten innerhalb des organisierten Verbrechens entscheiden sollte. Zur Belohnung für seine Dienste in dem Konflikt mit Masseria verschaffte Luciano Adonis einen Sitz in der Kommission, was Adonis zu einem der wichtigsten Mafiaanführer des Landes machte. Viele Politiker und hochrangige Polizisten nahmen Bestechungsgelder von Adonis an, so dass er auch in den Machtbereichen seiner Kumpane Vito Genovese, Meyer Lansky und Louis Buchalter an Einfluss gewann.
Adonis eigenes Revier erstreckte sich um den Broadway und Midtown Manhattan. Allerdings befand sich sein Hauptquartier in dem von ihm geführten italienischen Restaurant Joe's Italian Kitchen in Brooklyn. Er machte während der Prohibition enorme Profite mit dem illegalen Schmuggel und Handel von Alkohol sowie mit der Förderung der Prostitution. Diese Gewinne wurden von ihm reinvestiert und er häufte ein großes Vermögen an.
Ab 1932 kontrollierte Adonis auch Brooklyn. Von der vier Jahre später beginnenden Offensive der US-Regierung gegen das organisierte Verbrechen wurde er nicht erfasst, weil er in der Öffentlichkeit nicht in dem Maße wahrgenommen wurde, wie etwa Luciano oder Buchalter. Während Luciano verhaftet und später nach Italien ausgewiesen wurde, endete Buchalter auf dem elektrischen Stuhl. Anstelle des abwesenden Lucianos übernahm nun Adonis den Vorsitz der Kommission und kontrollierte so die Geschäfte des organisierten Verbrechens im ganzen Land.
Im Dezember 1946 nahm Adonis an der berüchtigten Havanna-Konferenz teil, in deren Verlauf Luciano wieder kurzzeitig die Macht in der Kommission übernahm. Adonis machte indes weiterhin Profite mit illegalen Geschäften in New Jersey. Daneben traten zwischenzeitlich auch Gewinne aus legalen Unternehmungen, die mit dem kriminell verdienten Geld finanziert wurden. In den späten 1940er Jahren begannen sich dann die Ermittlungsbehörden für Adonis zu interessieren, da Abe Reles, ein berüchtigter Mafiakiller aus der Murder, Inc. genannten Gruppe, der zum Polizeiinformanten geworden war, Adonis als einen der mächtigsten Gangster im Land namhaft gemacht hatte. Bei einer Vernehmung konnte sich Adonis mehrfach nur dadurch aus der Affäre ziehen, indem er sich auf den 5. Zusatzartikel zur Verfassung der Vereinigten Staaten berief, nach dem niemand sich selbst belasten muss.

### Ausweisung
Im Jahre 1953 wurde beschlossen Adonis des Landes zu verweisen, da er niemals die US-Staatsbürgerschaft erlangt hatte. Gegen den Beschluss legte Adonis – letztendlich erfolglos – Rechtsmittel ein und musste am 3. Januar 1956 das Land verlassen, durfte aber sein großes Vermögen behalten. In Italien lebte er zunächst bei Verwandten außerhalb Neapels; nahe dem Wohnsitz Lucianos. Beide Männer sollen jedoch kein Wort mehr miteinander gewechselt haben, da Luciano darüber erzürnt gewesen sein soll, dass Adonis sein Revier in New York Vito Genovese überlassen hatte. Er ließ sich kurz in Rom nieder, wurde von dort aber als „sozial unerwünschtes Element“ verwiesen. Daraufhin lebte er an verschiedenen Orten, bevor er sich in Mailand niederließ. Etwa vier Monate vor seinem Tod wurde er auch von dort verwiesen und verbrachte seine letzten Lebensmonate in Serra de’ Conti.

### Tod
Adonis starb am 26. November 1971 im Zuge einer Pneumonie an Multiorganversagen. Er wurde in kleinem Kreise auf dem Madonna Friedhof in Fort Lee (New Jersey) beerdigt. Sein Sohn war Frank Adonis, der für Martin Scorsese mehrere Mafiarollen spielte.

## Belege
1. ↑  Joe Adonis Dies At 69, Daytona Beach Morning Journal,  27. November 1971, S. 6.